# پادار
پادار (به مجاری:  Padár) یک منطقهٔ مسکونی در مجارستان است که در زالا واقع شده‌است.